# Kloster Ross Carbery

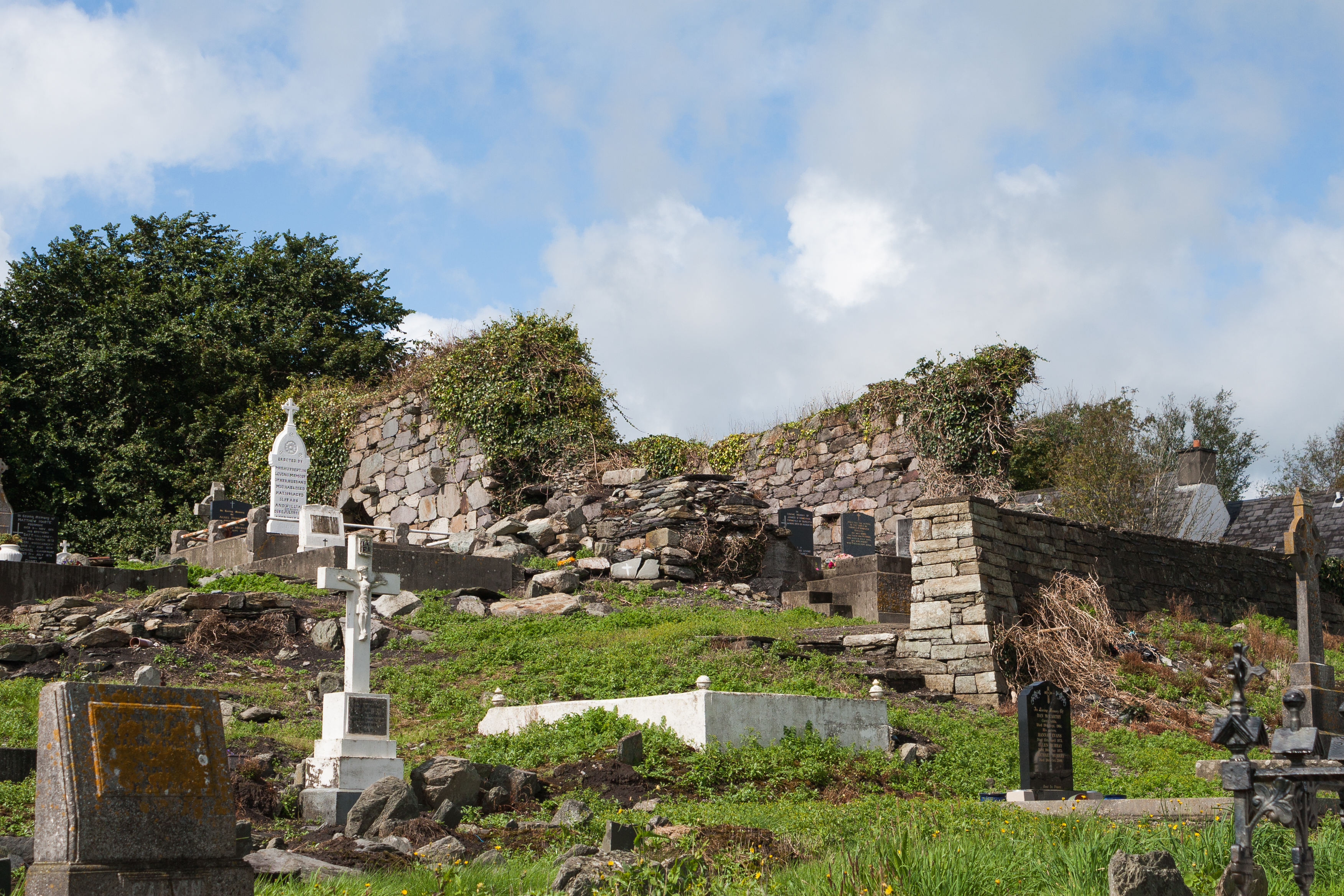
Ruine auf dem Friedhof von Rosscarbery

Bereits seit dem sechsten Jahrhundert befand sich ein Kloster (auch: St. Mary’s Priory) in Rosscarbery (irisch Ros Ó gCairbre, älter auch Ros Ailithir) im County Cork, Irland, das eine bedeutende Klosterschule beherbergte. Es wurde vom heiligen Fachtna (oder Fachanan, Mac Mongach, † 600) gegründet. Der Legende nach lehrte dort auch Brendan der Reisende.
Dieses Kloster war spätestens 1127 wüst.
Zu einem unbekannten Zeitpunkt wurde erneut ein benediktinisches Marienkloster gegründet. Unbestätigte Aussagen der älteren Forschung legen diese Gründung in die Jahre 1280 oder um 1150. Wahrscheinlich erfolgte die Neugründung aus einem der kontinentalen Schottenklöster heraus. Spätestens im 14. Jahrhundert existierte ein Benediktiner-Priorat in Ross Carbery, das dem Würzburger Schottenkloster St. Jakob unterstellt war. In der zweiten Hälfte des 15. Jahrhunderts oder im 16. Jahrhundert kam das mönchische Leben zum Erliegen. Geringe Überreste der Kirche haben sich erhalten. Die Ruine auf dem Friedhof von Rosscarbery ist denkmalgeschützt und wird durch die Denkmälerverwaltung einem früheren Benediktinerkloster zugeordnet.